# Martyn Irvine
Martyn Irvine (né le 6 juin 1985 à Newtownards) est un coureur cycliste et directeur sportif nord-irlandais. Il fait carrière sur route et sur piste et a remporté le championnat du monde du scratch en 2013. Il court en équipe d'Irlande lors des championnats du monde, ainsi qu'aux Jeux olympiques de 2012, et en équipe d'Irlande du nord aux Jeux du Commonwealth de 2010, lors desquels il est médaillé de bronze de la poursuite par équipes.

## Biographie
En 2010, Martyn Irvine représente l'Irlande du Nord aux Jeux du Commonwealth à New Dehli et obtient une médaille de bronze en poursuite par équipes.
En 2012, Martyn Irvine participe aux Jeux olympiques de Londres et prend la treizième place de l'omnium. 
Aux championnats du monde sur piste de 2013, à Minsk, il s'impose dans l'épreuve du scratch. Il est le premier Irlandais champion du monde de cyclisme sur piste depuis le titre de Harry Reynolds sur le mile amateur en 1896. Il obtient également la médaille d'argent de la poursuite lors de ces championnats. En fin d'année 2013, il occupe la première place du classement UCI en scratch et est nommé personnalité sportive nord-irlandaise de l'année par la BBC. En 2014, à Cali en Colombie, il est médaillé d'argent du championnat du monde de scratch.
N'étant pas parvenu à se qualifier pour les Jeux olympiques de Rio, Martyn Irvine décide d'arrêter sa carrière en janvier 2016 et devient mécanicien. Neuf mois plus tard, il décide cependant de redevenir coureur professionnel et s'engage pour la saison 2017 avec la nouvelle équipe irlandaise Aqua Blue Sport. Afin de réaliser son profil dans le cadre du passeport biologique, il ne peut reprendre la compétition qu'en avril 2017. Un mois plus tard, il se fracture la hanche en tombant lors de la première étape du Tour de Belgique. Il revient en course fin juillet, à l'occasion de la Ride London-Surrey Classic. En fin d'année, il décide pour la deuxième fois de mettre fin à sa carrière de coureur et devient directeur sportif au sein d'Aqua Blue Sport. L'équipe s'arrête au cours de la saison en 2018 en raison de problèmes financiers.

## Palmarès sur piste

### Jeux olympiques
- Londres 2012
  - 13e de l'omnium

### Championnats du monde
- Copenhague 2010
  - 13e de la poursuite par équipes
- Apeldoorn 2011
  - 10e de l'omnium
- Melbourne 2012
  - 7e de l'omnium
- Minsk 2013
  -  Champion du monde du scratch
  -  Médaillé d'argent de la poursuite individuelle
- Cali 2014
  -  Médaillé d'argent de scratch
  - 6e de la course aux points
  - 12e de la poursuite individuelle
- Saint-Quentin-en-Yvelines 2015
  - 10e du scratch
  - 17e de l'omnium

### Coupe du monde
- 2012-2013
  - 2e de la poursuite à Glasgow
  - 2e du scratch à Glasgow
- 2013-2014
  - 1er de la course aux points à Manchester

### Championnats d'Europe
- Apeldoorn 2013
  -  Médaillé de bronze de l'omnium

### Jeux du Commonwealth
- New Dehli 2010
  -  Médaillé de bronze de la poursuite par équipes

### Championnats d'Irlande
- 2011
  -  Champion d'Irlande du kilomètre
  -  Champion d'Irlande de poursuite
  -  Champion d'Irlande du scratch
- 2013
  -  Champion d'Irlande de poursuite
  -  Champion d'Irlande du scratch

## Palmarès sur route

### Par années
- 2006
  - 1re étape de la Rás Connachta
  - 3e de la Rás Connachta
- 2007
  - 1re étape du Tour d'Ulster
  - 2e du championnat d'Irlande sur route espoirs
  - 3e du championnat d'Irlande du contre-la-montre espoirs
- 2009
  - Classement général du Tour of the North
  - 3e étape du Tour d'Ulster (contre-la-montre)
  - 3e étape des Suir Valley Three Day
  - 2e du championnat d'Irlande du contre-la-montre
  - 3e du championnat d'Irlande du critérium
- 2010
  -  Champion d'Irlande du critérium
  - 1re étape des Suir Valley Three Day
  - 2e du championnat d'Irlande du contre-la-montre
- 2011
  -  Champion d'Irlande du critérium
  - 7e étape de la Rás Tailteann
- 2012
  - 2e du championnat d'Irlande du contre-la-montre
- 2014
  - 3e du championnat d'Irlande du contre-la-montre
- 2015
  - 3e du championnat d'Irlande du contre-la-montre

### Classements mondiaux
| Année           | 2006  | 2007  | 2008 | 2009 | 2010 | 2011 | 2012 | 2013 | 2014  |
| --------------- | ----- | ----- | ---- | ---- | ---- | ---- | ---- | ---- | ----- |
| UCI Europe Tour | 1162e | 1351e |      | 585e |      | 812e | 605e |      | 1040e |